# فرودگاه تساراتانانا
فرودگاه تساراتانانا (به لاتین: Tsaratanana Airport) فرودگاهی در ماداگاسکار است که در بتسیبوکا واقع شده‌است.